# 250164 Hannsruder
250164 Hannsruder è un asteroide della fascia principale. Scoperto nel 2002, presenta un'orbita caratterizzata da un semiasse maggiore pari a 2,5384815 UA e da un'eccentricità di 0,2324058, inclinata di 1,88835° rispetto all'eclittica.